# Старый Кадом
Старый Кадом — село в Енкаевском сельском поселении Кадомском районе Рязанской области.

## История
В XV веке Старый Кадом был покинут жителями вследствие разрушительных разливов реки Мокши. Новый населённый пункт был основан на песчаных холмах в шести километрах ниже по течению, где была построена Кадомская крепость.
В середине XVII века Старый Кадом был центром распространения миссионерской и монастырской колонизации в Темниковском уезде. В 1652—1764 г. здесь был мужской монастырь. С этого времени татарские князья, мурзы все чаще переходят из мусульманской веры в христианскую. В конце XVII века в селе Старый Кадом на месте ветхой монастырской церкви была построена новая Троицкая церковь, тоже деревянная. Она простояла до середины XIX века, а затем пришла в аварийное состояние и была сломана. В 1860 году на том же месте была выстроена новая деревянная церковь с тем же названием. В 1913 году купец Рожнов на свои средства решил построить в селе новую каменную церковь. После торжественного освящения новый Троицкий храм села Старый Кадом открылся для церковных служб.
В советское время храм постигла та же участь, что и многих других обителей России — он был закрыт и разорен.
Храм был возвращён церкви в 1994 году. В настоящее время храм действует.

## География
Село находится у реки Мокши в 8 км к северу от районного центра Кадома с отклонением на восток от трассы 61к-035 Кадом-Ермишь. Посередине села расположен пруд.
Расстояние до пгт Ермишь — 26 км.

## Население
| 1984 | 2010 |
| ---- | ---- |
| 250  | ↘105 |

## Известные уроженцы
- Панов, Иван Дмитриевич (1899—1975) — советский военачальник, полковник.